# Burnaby-Sud
Circonscription électorale fédérale du Canada
Burnaby-Sud est une ancienne circonscription électorale fédérale de la Colombie-Britannique  (Canada), représentée de 2015 à 2025. Elle comprenait une partie de la ville de Burnaby, dans la région métropolitaine de Vancouver au sud-ouest de la province.
Elle est créée lors du redécoupage de la carte électorale de 2012, à partir de portions de Burnaby—Douglas et de Burnaby—New Westminster. Les circonscriptions limitrophes étaient Vancouver-Est, Vancouver Kingsway, Vancouver-Sud, Steveston—Richmond-Est, New Westminster—Burnaby, Burnaby-Nord—Seymour et Coquitlam—Port Coquitlam.
À la suite du découpage de la carte électorale de 2022, Burnaby-Sud est redistribuée dans deux nouvelles circonscriptions soit Burnaby Central et Vancouver Fraserview—Burnaby-Sud. 

## Députés
| Législature                                                                  | Années       | Député        | Député          | Parti         |
| ---------------------------------------------------------------------------- | ------------ | ------------- | --------------- | ------------- |
| Burnaby-Sud issue d'une partie de Burnaby—Douglas et Burnaby—New Westminster |              |               |                 |               |
| 42e                                                                          | 2015-2018    |               | Kennedy Stewart | Néo-démocrate |
| 42e                                                                          | 2018-2019    | Jagmeet Singh |                 | Néo-démocrate |
| 43e                                                                          | 2019–2021    | Jagmeet Singh |                 | Néo-démocrate |
| 44e                                                                          | 2021–Présent | Jagmeet Singh |                 | Néo-démocrate |
| dissoute dans Burnaby Central et Vancouver Fraserview—Burnaby-Sud            |              |               |                 |               |

## Résultats électoraux
|                          | Nom                      | Parti politique          | Voix   | %       | Majorité |
| ------------------------ | ------------------------ | ------------------------ | ------ | ------- | -------- |
|                          | Jagmeet Singh            | NPD                      | 8 848  | 38,9 %  | 2 929    |
|                          | Richard T. Lee           | Libéral                  | 5 919  | 26,02 % |          |
|                          | Jay Shin                 | Conservateur             | 5 147  | 22,63 % |          |
|                          | Laura-Lynn Thompson      | Parti populaire          | 2 422  | 10,65 % |          |
|                          | Terry Grimwood           | Indépendant              | 242    | 1,06 %  |          |
|                          | Valentine Wu             | Indépendant              | 168    | 0,74 %  |          |
| Total des votes valides  | Total des votes valides  | Total des votes valides  | 22 746 | 99,17 % |          |
| Total des votes rejetés  | Total des votes rejetés  | Total des votes rejetés  | 190    | 0,83 %  |          |
| Total des votes exprimés | Total des votes exprimés | Total des votes exprimés | 22 936 | 30,1 %  |          |
| Électeurs inscrits       | Électeurs inscrits       | Électeurs inscrits       | 76 204 |         |          |

|       | Candidat            | Parti             | # de voix | % des voix |
|       | Grace Seear         | Conservateur      | +12 441,  | 27,11 %    |
|       | Adam Pankratz       | Libéral           | +15 547,  | 33,88 %    |
|       | (X) Kennedy Stewart | NPD               | +16 094,  | 35,07 %    |
|       | Wyatt Tessari       | Vert              | +01 306,  | 2,85 %     |
|       | Liz Jaluague        | Parti libertarien | +00499,   | 1,09 %     |
| Total | Total               | Total             | 45 887    | 100 %      |